# Channel 4K
Channel 4K（チャンネル ヨンケイ）は、2014年6月2日から2016年3月31日まで放送が行われていた、日本初の4K UHD放送局。

## 概要
全国で受信できた4K無料試験放送である。
次世代放送推進フォーラム（Next Generation Television & Broadcasting Promotion Forum、略称：NexTV-F）が放送免許を取得し、全国の各放送局や家電メーカーなどのフォーラム加盟団体から提供された番組を放送していた。平日は12時から19時まで、土日は10時から22時頃まで放送されていた（開局当初は13時から19時までの放送だった。チャンネルは502で、2014年6月2日13時より放送開始された。2015年11月27日、NexTV-Fは「各社の次世代放送サービスの開始とともに、試験放送としての役割も果たした」とし、2016年3月31日をもって終了することを発表した。2016年3月21日22時をもって通常の番組は全て終了し、その後は3月31日24時まで全日「放送終了」を告知する静止画が放送されたのちに停波した。
基本的にスカパー!プレミアムサービス（以下「スカパープレミアム」）と衛星、放送方式、スクランブル・限定受信方式は同じものになっているが、放送主体はあくまでもNexTV-FでスカパーJSAT（およびSPBC）は運営に関与せず、スカパーJSATはNexTV-Fに伝送路を貸すのみの関係であった。とはいえシステム自体はスカパープレミアムであることに変わりはなく、2015年3月から2024年3月までスカパープレミアムにて「スカパー!4K」や「スカチャン」などの4K放送が行われた。2018年12月に放送開始したISDB-S3方式（BS・110度CS）による新4K8K衛星放送とは放送方式が異なる。
キャッチコピーは、『あなたは、「本当はこうだったんだ」と思う。』。

## 放送方式
- 伝送 - 124/128度CSから27MHzの伝送帯域幅で送信される高度狭帯域伝送。
- 方式 - DVB-S.2 8PSK 誤り訂正畳み込み符号3/5 最大35Mbps
- 音声圧縮 - AAC 500kbps
- 多重化 - MPEG-2システム
- 暗号化 - MULTI2
- 映像 - 3840×2160 60P
- 映像圧縮 - H.265
- 色差信号 - 4:2:0

## 必要な機器
チューナー
- シャープ - アクオス 4Kレコーダー TU-UD1000[5]

放送開始時点の6月2日には5台のみ。
- ソニー - 4Kメディアプレーヤー FMP-X7[6]

スカパーJSATからFMP-X7Aも発売。こちらは光にも対応。
テレビ
- スカパープレミアム4K対応テレビ
  - 東芝 - レグザ Z10Xシリーズ[8]
  - ソニー - ブラビア KJ-X9400[9]/9300[10]/8500C[11]
- HDCP 2.2対応テレビ

アンテナ
- 124/128度CSアンテナ

現在のスカパープレミアムとほぼ同じ45センチ程度。

## 番組
開局した6月は、FIFAワールドカップと「アリスコンサート」以外は「日本の風景（1）」と「Channel 4Kダイジェスト」を繰り返し放送。
- NHK - 富士山 四季 水の旅、観世流薪能（たきぎのう）
- TBSテレビ - THE世界遺産「地球の素顔」、熊川哲也Kバレエカンパニー「くるみ割り人形」
- テレビ朝日 - ワールドプレミアムスポーツ（プロレス）、フィギュアスケート/GPファイナル 2013
- スカパーJSAT - Venetia's Life「心の庭に辿り着くまで」、アリスコンサートツアー 2013、ポール・マッカートニーアウト・ゼアジャパン
- WOWOW - ドラマW チキンレース、カラーズオブハリウッド
- 東北新社 - 城と酒蔵、将棋女流棋士スペシャルマッチ 2014
- 日本テレビ - 巨人×ヤクルト - 殺人偏差値
- フジテレビ - フジサンケイクラシック2013
- テレビ東京 - 大人の極上ゆるり旅
- ジュピターテレコム - ラグビー関東大学対抗戦 2013 「早稲田大学 vs 明治大学」
- ワールド・ハイビジョン・チャンネル - 2013 鈴鹿8耐
- 日本映画衛星放送 - ゴジラ 4Kプロジェクト

### 2014 FIFAワールドカップ
1日から3日遅れ4試合のみの録画放送である。この時期に開局したのは2014 FIFAワールドカップに間に合わせるためであったが、生中継を行うことはできなかった。6月18日からパブリックビューイングが行われた。NHKと民放連による製作。
- 日本 対 コートジボワール

初回放送：6月18日、NHK撮影、8K UHDで撮影された映像をダウンコンバート。ギリシャ戦も8K撮影されるが放送許可がおりなかった。
- コロンビア（グループC/1位）対 ウルグアイ（グループD/2位）（ソニー協力、FIFA制作）
- フランス 対 ドイツ 準々決勝（ソニー協力、FIFA制作）
- 決勝（ソニー協力、FIFA制作）

## 著作権保護

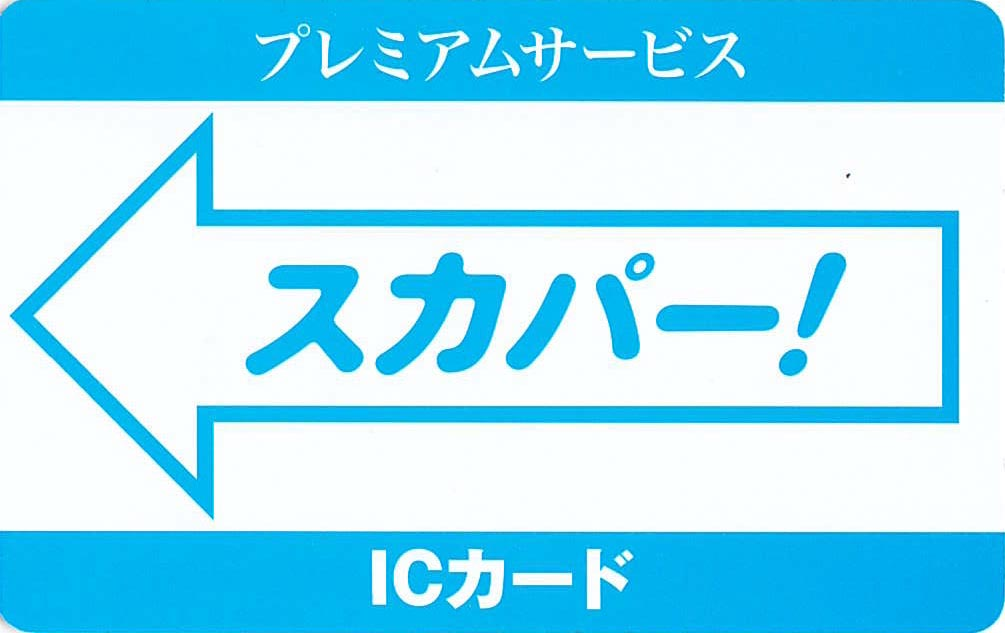
スカパー!ICカード

スクランブルがかかっており、チューナーにはスカパー!ICカードを差し込む必要がある。またNexTV-Fのコールセンターに電話して16桁の番号をオペレーターに伝える必要（受付は10時から17時まで）がある。ただし、そのチューナーでChannel 4Kのみ視聴する場合は手続きはここで終了する。
テレビとの伝送には著作権保護技術HDCP 2.2が用いられている。2014年4月以前に発売されている4KテレビでHDCP 2.2、60pに対応しているものはないが、それまでに発売された4Kテレビを基板交換を含む場合も無償でHDCP 2.2に更新するメーカーもある。また他の録画機器への転送規格自体が決まっておらず、移動・ダビングは一切行えない。4K 8Kテレビ放送・4K対応のBlu-ray DiscではChannel 4K・スカパー!4K専門チャンネルとは違いHDCP2.2非対応テレビでもダウンコンバート視聴が可能。
スクランブル解除など、やや複雑な放送になっているのは、総務省の発表した時期にスタートするため突貫工事となったためとしている。

## ケーブルテレビ
このチャンネルは以下のケーブルテレビ局でトランスモジュレーション方式（RF方式）、またはIP方式により送信される。
- ジュピターテレコム（ケーブルRFとIP方式） - 2014年6月2日から開始。
- 秋田ケーブルテレビ
- 東京ケーブルネットワーク
- テレビ松本ケーブルビジョン
- ベイ・コミュニケーションズ
- 山口ケーブルビジョン
- 長崎ケーブルメディア
- 大分ケーブルテレコム
- ビィーティーヴィーケーブルテレビ